# La Mesa, Novi Meksiko
La Mesa je popisom određeno mjesto u okrugu Doñi Ani u američkoj saveznoj državi Novom Meksiku. 
Prema popisu stanovništva SAD 2010., imao je 728 stanovnika.

## Zemljopis
Zemljopisni položaj je 32°7′19″N 106°42′28″W / 32.12194°N 106.70778°W (32,1244330;-106,7090098). Prema Uredu SAD-a za popis stanovništva, zauzima 6,13 km2 površine, sve suhozemne.
Ime dobila prema uzvisini ravna vrha, špa. la mesa.

## Infrastruktura
U La Mesi je osnovna škola, ujedinjena metodistička crkva, baptistička crkva i dobrovoljno vatrogasno društvo.

## Promet
U La Mesi je poštanski ured ZIP koda 88044.

Stari poštanski ured otvoren je 1880. i radio je do 1882., pošta se slala u Chamberino. Otvoren opet 1908. godine.

## Stanovništvo
Prema podatcima popisa 2010. ovdje je bilo 728 stanovnika, 273 kućanstva od čega 195 obiteljskih, a stanovništvo po rasi bili su 76,2% bijelci, 0,0% "crnci ili afroamerikanci", 1,4% "američki Indijanci i aljaskanski domorodci", 0% Azijci, 0% "domorodački Havajci i ostali tihooceanski otočani", 19,2% ostalih rasa, 3,2% dviju ili više rasa. Hispanoamerikanaca i Latinoamerikanaca svih rasa bilo je 84,5%.